# 8081 Леопарді
8081 Леопарді (8081 Leopardi) — астероїд головного поясу, відкритий 17 лютого 1988 року.
Тіссеранів параметр щодо Юпітера — 3,526.